# Centre mondial de surveillance pour la conservation de la nature
Le Centre mondial de surveillance pour la conservation de la nature ou UNEP-WCMC (United Nations Environment Programme - World Conservation Monitoring Centre) est une agence des Nations unies basée à Cambridge au Royaume-Uni. Elle fait partie du Programme des Nations unies pour l'environnement (PNUE) depuis 2000, et est chargée du dossier de la biodiversité dans le système des Nations unies. 
Les activités de l'UNEP-WCMC incluent l'analyse de la biodiversité, le soutien de conventions internationales telles que la Convention sur la diversité biologique (CBD), la mise en place et la gestion de données concernant les espèces menacées et leurs territoires.